# Polärfaktorisering
Polärfaktorisering är inom linjär algebra en matrisfaktorisering som är analog till polärfaktorseringen av ett komplext tal, {\displaystyle z=re^{i\theta }}, där r är absolutbeloppet av z och {\displaystyle \theta } är z:s argument.

## Definition och beräkning
Givet en matris A kan den faktoriseras på formen:
{\displaystyle A=UP\,}
som kallas högerpolärfaktorisering. A kan även faktoriseras som:
{\displaystyle A=P'U\,}
som kallas vänsterpolärfaktorisering eller omvänd polärfaktorisering.
U är en unitär matris som är gemensam för båda faktoriseringarna. P och {\displaystyle P'} är positivt semidefinita hermiteska matriser. Faktoriseringarna existerar alltid och är unika så länge A är inverterbar och P väljs att vara positivt definit.
Matriserna P och {\displaystyle P'} ges av:
{\displaystyle P={\sqrt {A^{*}A}}}
{\displaystyle P'={\sqrt {AA^{*}}}}
där {\displaystyle A^{*}} är det hermiteska konjugatet till A. Uttrycken är väldefinierade då {\displaystyle A^{*}A} och {\displaystyle AA^{*}} är positivt definita hermiteska matriser, så att det existerar en unik kvadratrot.
Matrisen U ges sedan alltid av:
{\displaystyle U=AP^{-1}=P'^{-1}A\,}

### Beräkning via singulärvärdesfaktorisering
Om A är singulärvärdesfaktoriserad, {\displaystyle A=W\Sigma V^{*}}, ges matriserna i polärfaktoriseringarna av:
{\displaystyle U=WV^{*}}
{\displaystyle P=V\Sigma V^{*}}
{\displaystyle P'=W\Sigma W^{*}}